# Reichsfeld
Reichsfeld is een gemeente in het Franse departement Bas-Rhin in de regio Grand Est. De gemeente telde 289 inwoners op 1 januari 2022.

## Geschiedenis
De gemeente maakte deel uit van het arrondissement Sélestat dat in 1974 fuseerde met het arrondissement Erstein tot het arrondissement Sélestat-Erstein.
Reichsfeld maakte deel uit van het kanton Barr tot het op 22 maart 2015 werd opgeheven en de gemeenten werden opgenomen in het kanton Obernai.

## Geografie
De oppervlakte van Reichsfeld bedraagt 4,95 vierkante kilometer; Op 1 januari 2022 was de bevolkingsdichtheid 58,4 inwoners per km².
De onderstaande kaart toont de ligging van Reichsfeld met de belangrijkste infrastructuur en aangrenzende gemeenten.

## Demografie
Onderstaande figuur toont het verloop van het inwonertal.
Andlau · Barr · Bernardvillé · Bernardswiller · Blienschwiller · Bourgheim · Dambach-la-Ville · Eichhoffen · Epfig · Gertwiller · Goxwiller · Heiligenstein · Le Hohwald · Itterswiller · Krautergersheim · Meistratzheim · Mittelbergheim · Niedernai · Nothalten · Obernai · Reichsfeld · Saint-Pierre · Stotzheim · Valff · Zellwiller